# Vườn quốc gia Soğuksu
Vườn quốc gia Soğuksu (tiếng Thổ Nhĩ Kỳ: Soğuksuı Milli Parki), được thành lập vào ngày 19 tháng 2 năm 1959, là một vườn quốc gia ở trung bộ Anatolia, Thổ Nhĩ Kỳ. Nó nằm ở quận Kızılcahamam tỉnh Ankara.

## Địa lý
Vườn quốc gia Soğuksu nằm khoảng 80 km (50 dặm) về phía bắc của Ankara trong vùng chuyển tiếp giữa vùng Biển Đen và vùng Trung bộ Anatolia chủ yếu là những cánh rừng rậm rạp. Vườn quốc gia có diện tích 1.187 ha (2.930 mẫu Anh), mã đã được mở rộng vào năm 1979 từ khu vực ban đầu là 1.050 ha.
Khu vực vườn quốc gia bao gồm đồng bằng giữa các thung lũng nhỏ, mà hội tụ ở hai thung lũng chính với suối chảy qua. Các dòng rạch Batılganın và rạch Küçük Soğuksu bị khô hạn trong thời gian mùa hè.
Khu vực có địa hình gồ ghề. Độ cao dao động trong khoảng 1.030-1.800 m trên mực nước biển trung bình với điểm trung bình là 1.100 m. Đỉnh cao nhất là ở đồi Tolubelen 1.776 m và đồi Arhut cao 1.789 m. Các đồi đáng chú ý khác là đồi Harmandoruk cao 1.648 m, Çakmaklı'nın Doruktepe cao 1.530 m, đồi Samrıdoruk cao 1.447 m, đồi Kayabelen cao 1.400 m, đồi Kel cao 1.393 m và đồi Kara cao 1.300 m.
Bên cạnh đó Kızılcahanan, nơi đông dân cư khác xung quanh các công viên quốc gia là làng nhỏ như Karacaören, Sazak, Saraycık và Alveren. 